# Gallurez (grai)
Gallurez (gadduresu în graiul gallurez, gallurese, în italiană, iar în franceză, gallurais) este un grai italo-roman din regiunea Gallura, situată în nord-estul insulei Sardinia (provincia Sassari).
Lexicul său este cam 83 % similar cu cel italian, 81 % cu cel sassarez, doar 70 % cu dialectul logudorez al limbii sarde (și doar 66 % cu sarda vorbită la Cagliari). Prin urmare nu este un dialect al limbii sarde, ci un grai italo-toscan, foarte apropiat de limba corsicană vorbită la Sartène, cu care împarte și sunetul cacuminal.